# Francis Leopold McClintock

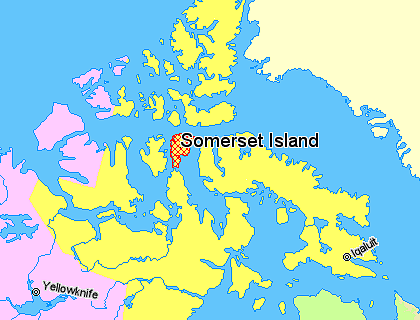
L'area esplorata. Rispetto all'isola di Somerset, lo stretto di Peel si trova ad ovest, la baia di Prince Regent ad est e lo stretto di Bellot a sud. A sud di Bellot si trova la penisola di Boothia ed a sudovest di questa l'Isola di Re William dove morì Franklin

Francis Leopold McClintock o Francis Leopold M'Clintock (Dundalk, 8 luglio 1819 – Londra, 17 novembre 1907) è stato un ammiraglio ed esploratore irlandese, famoso per aver scoperto l'arcipelago artico canadese.

## Biografia
Suo nonno fu John McClintock (1770–1855) del casato Drumcar. Nel 1835 McClintock divenne membro della Royal Navy come gentiluomo volontario, partecipando ad una serie di ricerche di John Franklin tra il 1848 ed il 1859. Imparò a viaggiare utilizzando slitte trainate dall'uomo che furono una costante nei viaggi a terra artici ed antartici della Royal Navy fino alla morte del capitano Robert Falcon Scott, avvenuta mentre tentava di raggiungere il polo sud. Nel 1848-1849 McClintock accompagnò James Clark Ross durante l'esplorzione dell'isola di Somerset. Da membro della spedizione del capitano Henry Kellett del 1852-1854, McClintock percorse 2200 km in slitta esplorando 1250 nuovi chilometri di costa.
Nel 1854 John Rae viaggiò verso ovest da Repulse Bay venendo a sapere dagli Inuit che una nave era stata abbandonata in qualche punto ad ovest. Le precedenti spedizioni non avevano esplorato la zona ritenendola bloccata dai ghiacci. Nell'aprile 1857 McClintock accettò di comandare la Fox (177 tonnellate, equipaggio da 25 uomini) appartenuta a Lady Franklin, per cercarne il marito ad ovest di Repulse Bay. A Disko Bay comprò 30 cani da slitta ed una guida Inuit. Fu un pessimo anno per il ghiaccio e a partire da settembre si trovò bloccato nel ghiaccio per otto mesi. Anche il 1858 fu brutto e non raggiunse l'isola di Beechey prima di agosto. Entrò a Peel Sound, scoprì che era ghiacciata e tornò indietro navigando nella Prince Regent Inlet alla ricerca di un passaggio per lo stretto di Bellot. Riuscì a passare in questo stretto passaggio e si accampò per l'inverno nei pressi dell'entrata. Nel febbraio 1859, quando fu possibile viaggiare in slitta, si diresse a sud fino al Polo Nord Magnetico scoperto da James Clark Ross nel 1831. Qui trovò alcuni Inuit che gli indicarono una nave distrutta dal ghiaccio al largo dell'isola di Re William. L'equipaggio era sbarcato senza problemi ed alcuni bianchi erano morti di fame su un'isola. Ad aprile ripartì verso sud ed all'estremità orientale dell'isola di Re William incontrò un altro Inuit che gli vendette manufatti della spedizione di Franklin. William Hobson, separatosi da lui, trovò l'unica fonte scritta lasciata da Franklin all'angolo nordoccidentale dell'isola. Trovarono anche uno scheletro con vestiti europei ed una barca con due cadaveri. Si diressero a sud fino all'isola di Montréal ed alla foce del fiume Back. McClintock tornò in Inghilterra nel settembre 1859 dove fu nominato cavaliere. Ufficiali e uomini della Fox si divisero una ricompensa da 5000 sterline stanziata dal parlamento. La storia fu pubblicata in The Voyage of the 'Fox' in the Arctic Seas: A Narrative of the Discovery of the Fate of Sir John Franklin and His Companions. London, 1859.
Nel 1872–1877 McClintock fu ammiraglio-sovrintendente della base di Portsmouth. Nel 1879 fu nominato comandante in capo della North America and West Indies Station. McClintock si congedò dalla Royal Navy nel 1884 col grado di retroammiraglio. Morì il 17 novembre 1907. Fu sepolto nel cimitero di Kensington, Hanwell, Middlesex.
Il figlio Robert S. McClintock sposò Mary, unica figlia del maggior generale Sir Howard Craufurd Elphinstone.
Il 29 ottobre 2009 fu tenuta una messa speciale presso la cappella dell'Old Royal Naval College di Greenwich per accompagnare la nuova dedica del monumento nazionale a Sir John Franklin. Era anche il 150º anniversario del viaggio di Francis Leopold McClintock a bordo della Fox.

## Galleria d'immagini

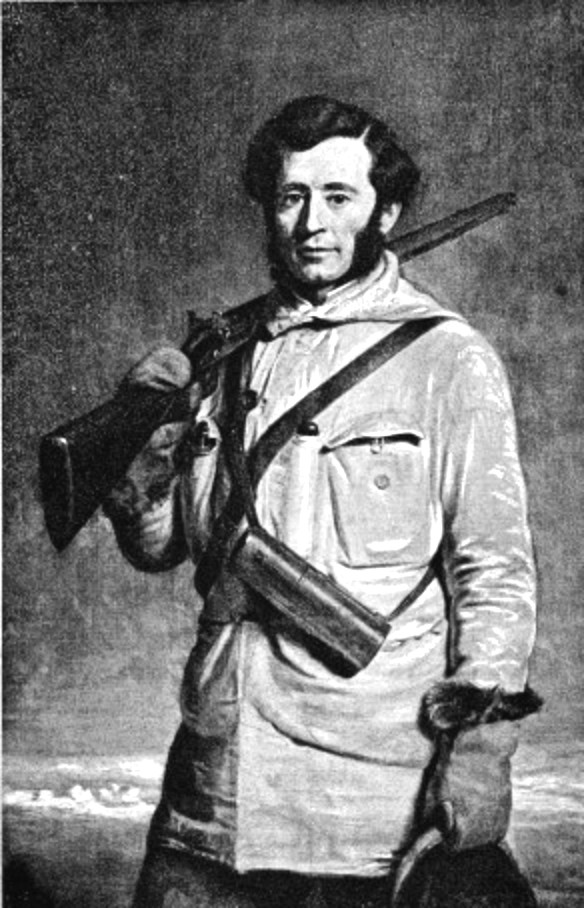
Sir Francis McClintock
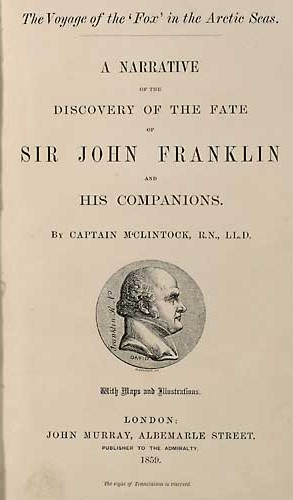
Copertina di The Voyage of the 'Fox' in the Arctic Seas
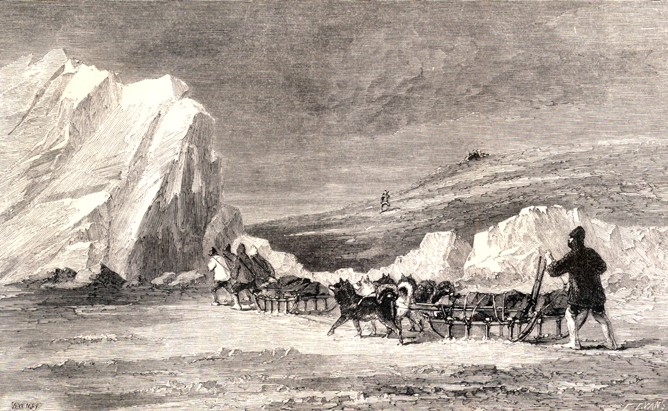
McClintock's Travelling Party Discovering the Remains of Cairn at Cape Herschel - Walter W. May (1855)
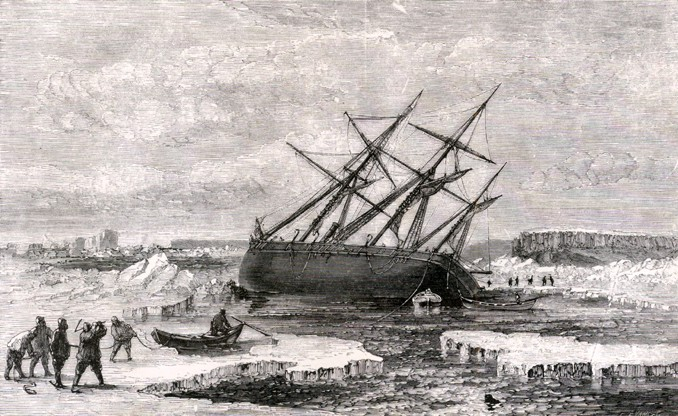
The 'Fox' on a Rock Near Buchan Island - Walter W. May (1855)